# Duché d'Aquitaine
Pour les articles homonymes, voir Aquitaine.
vers 675 – 781
877–1453
Entités précédentes :
- Royaume wisigoth
  - Aquitaine première
  - Aquitaine seconde
- Duché de Vasconie (1063)

Entités suivantes :
- Royaume d'Aquitaine (781)
- Royaume de France
  - Gascogne
  - Guyenne

Le duché d'Aquitaine, en latin ducatus Aquitaniae, couramment appelé, à partir du XIIIe siècle, « duché de Guyenne » en français et ducat de Guiana en gascon, est une entité politique du Moyen Âge issue de la province romaine d'Aquitaine qui avait été créée par l'empereur Auguste. Le duché d'Aquitaine, institué à l'époque mérovingienne (675), porte à l'époque carolingienne le nom de royaume d'Aquitaine, composante de l'Empire carolingien de Charlemagne. Le duché est reconstitué au Xe siècle comme fief du royaume de France. De 927 à 1216, la capitale et le palais ducal sont à Poitiers.
Un événement essentiel de l'histoire du duché d'Aquitaine est le mariage en 1152 de la duchesse Aliénor — héritière d'une longue lignée ducale — avec Henri Plantagenêt, qui devient roi d'Angleterre en 1154, de sorte que, de 1154 à 1453, le fief français d'Aquitaine est détenu par les rois d'Angleterre, ce qui en fait une des causes du long conflit entre les monarques des deux royaumes, dont la guerre de Cent Ans, de 1337 à 1453.
Le duché d'Aquitaine joue un rôle important au cours de cette guerre. C'est d'ailleurs la prise de Bordeaux par l'armée du roi de France Charles VII en 1453 qui y met un terme.
En 1469, le roi Louis XI, fils de Charles VII, attribue le duché de Guyenne à son frère Charles, mais celui-ci mourant sans descendance en 1472, le duché réintègre le domaine royal français. À partir du XVIe siècle, il devient le gouvernement de Guyenne (appelé « gouvernement de Guyenne et Gascogne » à partir du XVIIe siècle).

## Histoire

### De la province romaine au royaume carolingien
Au Ve siècle, dans l'Empire romain d'Occident, la province romaine d'Aquitaine, entre la Loire et les Pyrénées, passe entièrement sous le contrôle des Wisigoths du royaume de Toulouse, fédérés de l'Empire. Après la fin de l'Empire d'Occident (476), commence la conquête de la Gaule par les Francs saliens de la région de Tournai, dirigés par Clovis, de la dynastie des Mérovingiens. 
En 507, Clovis bat les Wisigoths à Vouillé et les contraint à se replier en Hispanie, où ils fondent le royaume de Tolède. L'Aquitaine entre dans le royaume des Francs.
Sous le règne de Charlemagne, le royaume d'Aquitaine est attribué à son fils Louis en 781. Devenu empereur en 814, Louis le Pieux attribue ce royaume à son fils Pépin (817).

### Constitution du duché féodal d'Aquitaine
De 828 à 902, le comté de Poitiers est disputé entre les deux familles des Guilhelmides et des Ramnulfides. Ce sont finalement ces derniers qui parviennent à conserver le comté et le réunissent au duché d'Aquitaine. En 854, Ramnulf Ier de Poitiers est le premier à cumuler les deux titres. 
De 829 à 1216 le palais ducal et la capitale sont à Poitiers, centre politique du duché d'Aquitaine. 
En 1063, à la suite de la bataille de La Castelle, l'Aquitaine absorbe le duché de Vasconie. Le comte de Gascogne Bernard II Tumapaler abandonne la Vasconie citérieure devant le duc d'Aquitaine Guillaume VIII.
À partir du XIIe siècle, le duc d'Aquitaine est l'un des six pairs laïcs primitifs.

### Les deux mariages d'Aliénor (1137 et 1152)
Le 9 avril 1137, Guillaume X d'Aquitaine meurt sans postérité mâle. Le duché revient donc à sa fille aînée Aliénor,. 
Le 25 juillet 1137, celle-ci épouse Louis le jeune qui devient Louis VII de France, le 1er août suivant, au décès de son père Louis VI le Gros. Les époux sont couronnés ducs d'Aquitaine à Poitiers, le 8 août. Aliénor apporte le duché en dot, mais il s'agit d'une union personnelle. Le duché n'est pas rattaché au domaine royal, et conserve son identité distincte et ses propres institution, même si de fait Louis gouverne et agit en duc dans les terres de sa femme. Le duché est de plus administré par les hommes du roi,. 
Le 21 mars 1152, son mariage est annulé. et Aliénor récupère son duché. Le 18 mai 1152, elle se remarie avec Henri Plantagenêt, apportant en dot l'Aquitaine et le Poitou, toujours en union personnelle, à son nouvel époux, déjà détenteur de l'Anjou, du Maine, et de la Normandie. Mais Aliénor et Henri ont omis de demander l'autorisation de leur suzerain. D'après les chroniqueurs « le mariage suscita une haine supérieure entre le roi de France et le duc et il attisa leur animosité »,. 
Le 19 décembre 1154, Henri Plantagenêt devient roi d'Angleterre sous le nom d'Henri II. Cet événement perpétue la rivalité entre Capétiens et Plantagenêts tout d'abord à travers le comté de Toulouse (grande guerre méridionale), puis après son rattachement à la couronne de France lors de la croisade des albigeois.[réf. nécessaire]

### Le duché des rois d'Angleterre (1154-1453)
À partir du XIIIe siècle le nom de duché de Guyenne fut donné au duché d'Aquitaine lorsqu'il fut amoindri par les conquêtes des rois Philippe II Auguste, Louis VIII et, avant restitutions, par Louis XI. Ce nom apparaît pour la première fois dans le traité de Paris, conclu le 28 mai 1258 (validé en 1259), entre Louis IX et Henri III Plantagenêt, roi d'Angleterre, traité qui restituait sa suzeraineté au roi d'Angleterre sur les terres de Guyenne et fiefs attenants (Limousin, Périgord, Saintonge...] sous condition de l'hommage-lige au roi de France, ce qui mettait fin à près d'un siècle de conflit entre les rois, Capétien de France et Plantagenêt d'Angleterre.
En 1294, la guerre de Guyenne, puis en 1324, la guerre de Saint-Sardos oppose la France à l’Angleterre pour la souveraineté de l'Aquitaine. La défaite d'Édouard II fragilisa sa position et il est déposé en 1326 à la suite de l'invasion de l'Angleterre par Isabelle de France.
En 1337, le duché se retrouve entraîné dans la guerre de Cent Ans. Édouard III d'Angleterre et duc de Guyenne fait valoir ses droits sur la succession de Charles IV le Bel. En 1355, partant de Bordeaux, le Prince Noir ravage le Languedoc. L'année suivante, un raid similaire ravage le Poitou. À l'issue du traité de Brétigny en 1360, la souveraineté anglaise sur la Guyenne et la Gascogne est confirmée et les territoires du Périgord, du Limousin, de l'Angoumois, de la Saintonge et de l'Armagnac deviennent anglaises. Entre 1370 et 1374, Bertrand du Guesclin va progressivement reconquérir la Guyenne pour le compte de Charles V. En 1375, seuls Bordeaux et Bayonne restent détenues par l'Angleterre. 
Le 18 mai 1412, le parti des Armagnacs, en guerre civile face au parti des Bourguignons, négocie une alliance avec l'Angleterre par le traité de Bourges, où la cessation de la Guyenne était actée en l'échange d'un contingent de 4 000 soldats anglais. Néanmoins le traité n'est jamais entériné. Le duché repasse sous domination anglaise par le traité de Troyes de 1420.

### Le duché après la défaite anglaise de Castillon (1453)
Le duché est entièrement réuni au domaine royal après la bataille de Castillon (17 juillet 1453), la dernière de la guerre de Cent Ans (la paix ne sera cependant conclue qu'en 1475). 
Donné en apanage à son frère Charles par Louis XI en 1469, le duché revient définitivement à la couronne de France à la mort de celui-ci en 1472. 

### Cartographie

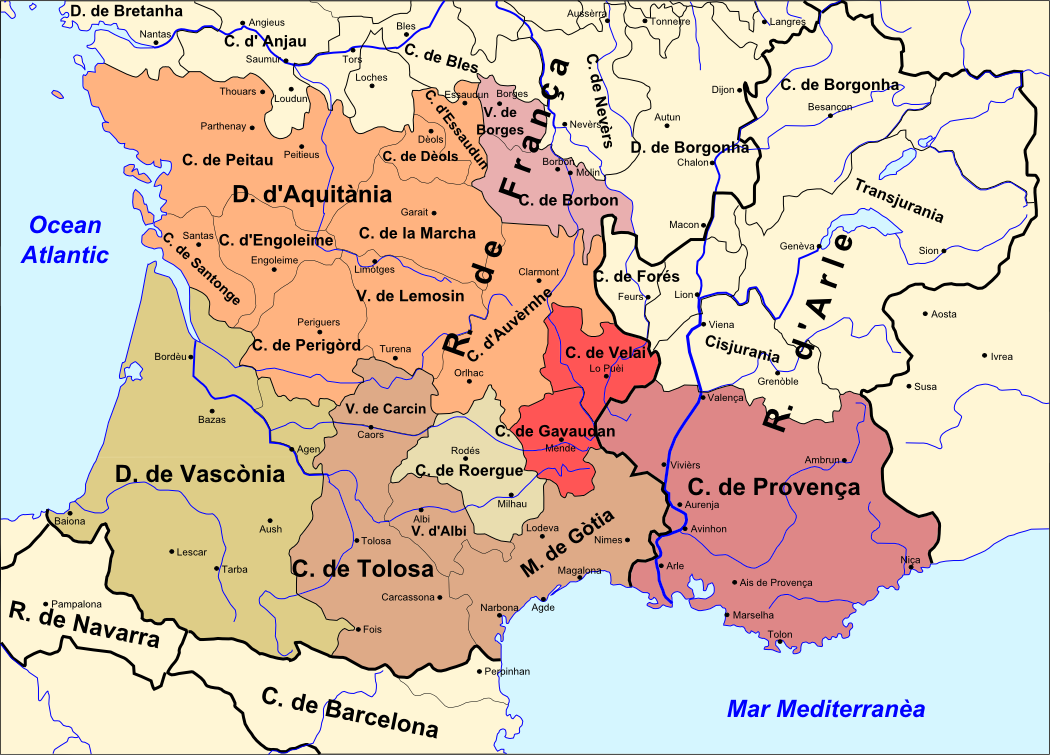
Le sud-ouest du royaume de France en 1034.   - Duché d'Aquitaine - Duché de Vasconie - Comté de Toulouse
Le duché d'Aquitaine (en rose) en 1154, lorsque Henri Plantagenêt, duc d'Aquitaine par son mariage avec la duchesse Aliénor, devient roi d'Angleterre.
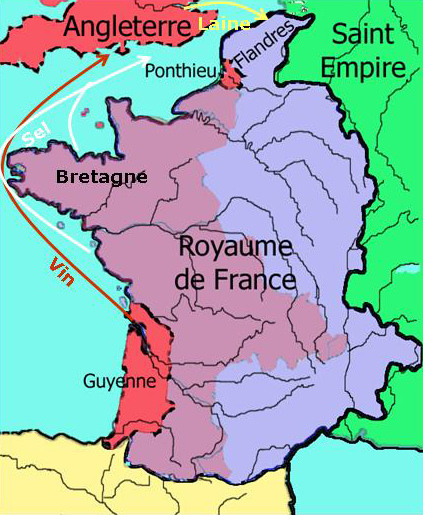
Le royaume de France en 1328[11] avant le début de la guerre de Cent Ans.  - Territoires contrôlés par le roi d'Angleterre en 1328 - Anciennes possessions des Plantagenêt (1180) reprises par les rois de France - Autres territoires du royaume de France
Le royaume de France en 1429[12], partagé entre les Anglais, les Bourguignons et Charles VII, « roi de Bourges ».

## Grands fiefs du duché d'Aquitaine

### Le comté de Poitou
Les ducs d'Aquitaine sont aussi comtes de Poitiers et, du Xe siècle à la fin du XIIe siècle, leur résidence habituelle est au palais des ducs d'Aquitaine à Poitiers. Le mariage d'Aliénor avec Henri Plantagenêt a lieu dans la cathédrale de Poitiers. 
Le comté de Poitou est confisqué par Philippe Auguste en 1202.

### Autres fiefs
Le duc est aussi suzerain de plusieurs fiefs :
- Comté de la Marche
- Comté d'Angoulême
- Comté du Périgord
- Comté d'Auvergne, qui rentre dans le domaine royal en 1271
  - Comté du Velay
- Comté de Saintonge
- Vicomté de Limoges
- Seigneurie de Déols
- Seigneurie d'Issoudun